# Мосалск
Мосалск (на руски: Мосальск) е град в Русия, административен център на Мосалски район, Калужка област. Населението на града към 1 януари 2018 е 4202 души.